# Municipio de Bristol (condado de Greene)
El municipio de Bristol (en inglés: Bristol Township) es un municipio ubicado en el condado de Greene en el estado estadounidense de Iowa. En el año 2010 tenía una población de 192 habitantes y una densidad poblacional de 2,05 personas por km².

## Geografía
El municipio de Bristol se encuentra ubicado en las coordenadas 42°4′53″N 94°26′52″O / 42.08139, -94.44778. Según la Oficina del Censo de los Estados Unidos, el municipio tiene una superficie total de 93.7 km², de la cual 93,09 km² corresponden a tierra firme y (0,65 %) 0,61 km² es agua.

## Demografía
Según el censo de 2010, había 192 personas residiendo en el municipio de Bristol. La densidad de población era de 2,05 hab./km². De los 192 habitantes, el municipio de Bristol estaba compuesto por el 97,92 % blancos, el 0,52 % eran amerindios, el 0,52 % eran de otras razas y el 1,04 % eran de una mezcla de razas. Del total de la población el 0,52 % eran hispanos o latinos de cualquier raza.